# Hypericum piriai
Hypericum piriai är en johannesörtsväxtart som beskrevs av Arech.. Hypericum piriai ingår i släktet johannesörter, och familjen johannesörtsväxter. Inga underarter finns listade i Catalogue of Life.